# Грб Гвајане
Грб Гвајане је званични хералдички симбол јужноамеричке државе Гвајана. Грб је усвојио парламент 25. фебруара 1966. године. 

## Опис грба
Састоји се од штита на којем се налази водени љиљан, три плаве линије које симболизују три главне реке у Гвајани и национална птица хоацин. Изнад штита је кацига с круном која симболизује староседелачки народ. Штит придржавају два јагуара који такође држе и секиру, шећерну трску и струк пиринча. Испод штита је трака с натписом „One people, One Nation, One Destiny“ (један народ, једна нација, једна судбина).